# 돈꽃 (2017년 드라마)
《돈꽃》은 2017년 11월 11일부터 2018년 2월 3일까지 방영된 문화방송 주말 특별기획 드라마다. 이 작품부터 MBC의 주말 특별기획 드라마는 토요일 2회 연속(8시 45분부터) 편성으로 변경됐다.

## 기획 의도
돈을 지배하고 있다는 착각에 살지만 실은 돈에 먹혀버린 이들의 이야기를 담은 드라마

## 방송 시간
| 방송 채널 | 방송 기간                           | 방송 시간                   | 방송 분량                       |
| --------- | ----------------------------------- | --------------------------- | ------------------------------- |
| MBC TV    | 2017년 11월 11일 ~ 2017년 12월 23일 | 매주 토요일 밤 8:45 ~ 11:15 | 150분 (회당 75분 2회 연속 방송) |
| MBC TV    | 2018년 1월 6일 ~ 2018년 2월 3일     | 매주 토요일 밤 8:50 ~ 11:20 | 150분 (회당 75분 2회 연속 방송) |

## 등장인물

### 주요 인물
- 장혁 : 강필주 / 장은천(37세) 역 (아역 남기원, 조병규) - 청아(靑阿)그룹 전략기획실 법무팀 상무. 사시출신 변호사
- 박세영 : 나모현(35세) 역 (아역 김지민) - 환경운동가
- 장승조 : 장부천(37세) 역 (아역 채상우) - 재벌 3세. 청아그룹창업자인 장국환의 장손
- 이미숙 : 정말란(59세) 역 - 청아그룹 총수 장국환의 맏며느리
- 이순재 : 장국환(89세) 역 - 청아그룹 창업주
- 한소희 : 윤서원(35세) 역 - 청아그룹본사로비 안내데스크 직원

### 청아가
- 문수빈 : 장연우(32세) 역 - 장부천의 동생
- 선우재덕 : 장성만(60세) 역 - 장국환의 차남. 청아그룹 회장
- 신영진 : 박선경(56세) 역 - 장성만의 아내
- 임강성 : 장여천(36세) 역 - 장성만의 아들
- 윤선영 : 이현주(35세) 역 - 장여천의 아내. 보수언론사 한민일보 사주의 딸
- 이항나 : 한은심(49세) 역 - 장국환의 첩실 겸 비서
- 홍동영 : 장하정 역
- 전해솔 : 장하윤 역
- 한동환 : 장수만 역 - 청아그룹 창업주 장국환의 장남이자 필주의 생부

### 나모현의 가족
- 박지일 : 나기철(60세) 역 - 나모현의 아버지 , 보수여당의 실세, 차기 대권주자, 4선 국회의원
- 추귀정 : 배점선(57세) 역 - 나모현의 어머니, 나기철의 아내, 식당 운영
- 단우 : 나두현(28세) 역 - 나모현의 동생

### 그 외 인물
- 류담 : 박용구(30세) 역 - 필주의 의동생, 가평고물상 사장의 아들
- 박정학 : 오기평(62세) 역 - 정말란의 개인 기사이자 부천의 생부
- 홍경연 : 이천댁(58세) 역 - 청아가의 주방책임자
- 권혁 : 양상도(45세) 역 - 나기철의 보좌관
- 김지성 : 안희영(39세) 역 - 정말란의 비서
- 전진기 : 우창선(60세) 역 - 청아그룹 전략기획실 실장, 직위 대표이사 사장
- 홍희원 : 하영도(40세) 역 - 필주의 연수원 동기, 서울중앙지검 검사
- 김동현 : 마삼수(40세) 역 - 한민일보 기자
- 박선우 : 배광춘(45세) 역 - 강필주(당시 17세)가 형님으로 모신 가평의 동네깡패(당시 25세)
- 유현주 : 유종희(29세) 역 - 나모현의 대학교 동아리 후배
- 하경 : 김경호(29세) 역 - 나모현의 대학교 동아리 후배, 유종희의 동기
- 정서연 : 안호경 역 - 강필주의 어머니
- 김민호 : 경천 역 - 어린시절 오기사의 손에 죽은 필주의 친동생.
- 이원진
- 김도경
- 미상：장유철 역

### 특별출연
- 김병춘 : 강장수 역
- 박창현

## 촬영지
- 경원재 앰배셔더
- 낙동강 하구 을숙도
- 그랜드힐튼 서울
- 인왕상 선바위
- 나모현 집앞 계단
- 서대문형무소 역사관
- 임피리얼 팰리스 서울
- 한강대교 근처 산책로
- 공간안가
- 인천항연안여객터미널

## 시청률
최저 시청률과 최고 시청률은 시청률 조사회사와 지역별로 시청률에 차이가 있을 수 있습니다.
| 2017년      | 2017년      | 2017년         | 2017년       | 2017년         | 2017년       |
| 회차        | 방송일      | TNmS 시청률    | TNmS 시청률  | AGB 시청률     | AGB 시청률   |
| 회차        | 방송일      | 대한민국(전국) | 서울(수도권) | 대한민국(전국) | 서울(수도권) |
| ----------- | ----------- | -------------- | ------------ | -------------- | ------------ |
| 제1회       | 11월 11일   | 10.4%          | 10.4%        | 10.3%          | 10.2%        |
| 제2회       | 11월 11일   | 11.7%          | 12.2%        | 12.7%          | 12.6%        |
| 제3회       | 11월 18일   | 8.7%           | 8.4%         | 10.5%          | 10.5%        |
| 제4회       | 11월 18일   | 10.2%          | 10.6%        | 12.8%          | 12.6%        |
| 제5회       | 11월 25일   | 9.0%           | 8.7%         | 11.4%          | 11.4%        |
| 제6회       | 11월 25일   | 11.3%          | 11.0%        | 15.1%          | 14.9%        |
| 제7회       | 12월 2일    | 9.1%           | 9.1%         | 11.1%          | 11.4%        |
| 제8회       | 12월 2일    | 12.0%          | 12.5%        | 15.3%          | 15.6%        |
| 제9회       | 12월 9일    | 10.5%          | 9.9%         | 11.2%          | 10.7%        |
| 제10회      | 12월 9일    | 14.8%          | 14.5%        | 16.7%          | 16.6%        |
| 제11회      | 12월 16일   | 10.9%          | 10.8%        | 11.7%          | 11.6%        |
| 제12회      | 12월 16일   | 14.9%          | 14.7%        | 17.2%          | 17.0%        |
| 제13회      | 12월 23일   | 11.2%          | 11.0%        | 12.1%          | 11.7%        |
| 제14회      | 12월 23일   | 14.1%          | 13.9%        | 16.5%          | 15.4%        |
| 2018년      |             |                |              |                |              |
| 제15회      | 1월 6일     | 13.4%          | 13.2%        | 15.5%          | 15.7%        |
| 제16회      | 1월 6일     | 15.9%          | 15.8%        | 18.5%          | 18.5%        |
| 제17회      | 1월 13일    | 13.5%          | 13.1%        | 14.9%          | 14.5%        |
| 제18회      | 1월 13일    | 16.5%          | 16.1%        | 18.8%          | 18.4%        |
| 제19회      | 1월 20일    | 14.2%          | 13.9%        | 17.0%          | 17.1%        |
| 제20회      | 1월 20일    | 16.4%          | 16.3%        | 20.7%          | 20.6%        |
| 제21회      | 1월 27일    | 15.5%          | 14.7%        | 18.3%          | 19.1%        |
| 제22회      | 1월 27일    | 19.1%          | 18.9%        | 22.8%          | 23.0%        |
| 제23회      | 2월 3일     | 16.0%          | 15.8%        | 18.0%          | 18.2%        |
| 제24회      | 2월 3일     | 21.1%          | 20.8%        | 23.9%          | 24.0%        |
| 평균 시청률 | 평균 시청률 | 13.4%          | 13.2%        | 15.5%          | 15.5%        |

## 결방 사유
- 2017년 12월 30일 : 2017 MBC 연기대상 방송으로 인해 결방

## 동시간대 드라마
- SBS 주말 특별기획 드라마 《브라보 마이 라이프》

## 수상 및 후보
| 연도 | 시상식                         | 부문                             | 수상자(작) | 결과 |
| ---- | ------------------------------ | -------------------------------- | ---------- | ---- |
| 2017 | MBC 연기대상                   | 주말극부문 남자 최우수연기상     | 장혁       | 수상 |
| 2017 | MBC 연기대상                   | 주말극부문 여자 최우수연기상     | 이미숙     | 수상 |
| 2017 | MBC 연기대상                   | 주말극부문 남자 우수연기상       | 장승조     | 수상 |
| 2017 | MBC 연기대상                   | 여자 신인상                      | 한소희     | 후보 |
| 2018 | 제54회 백상예술대상            | TV부문 남자 최우수연기상         | 장혁       | 후보 |
| 2018 | 제11회 코리아 드라마 어워즈    | 연기대상                         | 이미숙     | 후보 |
| 2018 | 제11회 코리아 드라마 어워즈    | 여자 우수연기상                  | 박세영     | 후보 |
| 2018 | 제6회 아시아태평양 스타 어워즈 | 장편드라마부문 남자 최우수연기상 | 장혁       | 후보 |
| 2018 | 제6회 아시아태평양 스타 어워즈 | 장편드라마부문 남자 우수연기상   | 장승조     | 수상 |
| 2018 | 제6회 아시아태평양 스타 어워즈 | 장편드라마부문 여자 우수연기상   | 박세영     | 후보 |

## 같이 보기
- 대한민국의 텔레비전 드라마 목록
- 2017년 대한민국의 텔레비전 드라마 목록